# Homosexualität in Andorra

Geografische Lage von Andorra

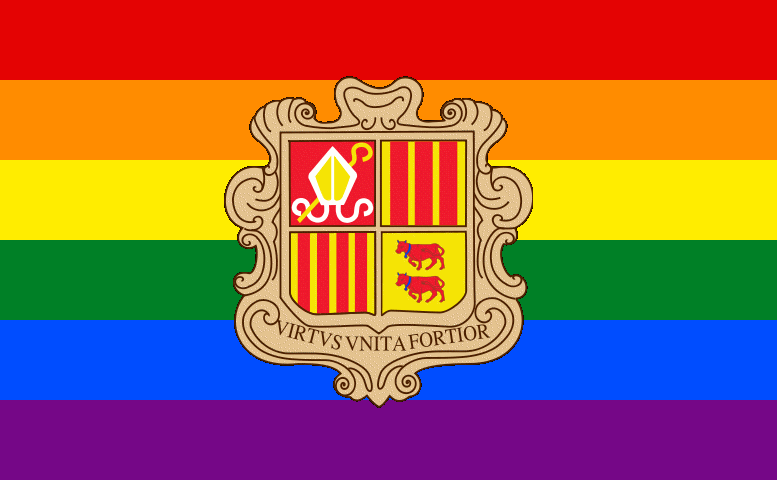
LGBT-Flagge von Andorra

Die Gesetze zur Homosexualität sind in Andorra liberal; das gesellschaftliche Klima in dem Land erlaubt homosexuellen Menschen die unbeeinträchtigte Entfaltung im öffentlichen Leben.

## Legalität
Die Strafbarkeit von Homosexualität wurde 1970 aufgehoben. Das Schutzalter liegt einheitlich bei 14 Jahren.

## Antidiskriminierungsgesetze
In Andorra bestehen Antidiskriminierungsgesetze zum Schutze der sexuellen Identität im Arbeits- und Zivilrecht.

## Anerkennung gleichgeschlechtlicher Partnerschaften
Andorra hat gleichgeschlechtliche Partnerschaften landesweit durch die Einführung von Eingetragenen Partnerschaften seit 2005 gesetzlich anerkannt. 
Seit 2023 ist es möglich, eine gleichgeschlechtliche Ehe wie in den benachbarten Ländern Frankreich und Spanien einzugehen.

## Gesellschaftliche Situation
Andorra gehört zu den generell toleranten Staaten im Thema Homosexualität. Homosexualität ist größtenteils in der Bevölkerung respektiert und akzeptiert. Eine LGBT-Community findet sich aufgrund der geringen Bevölkerungszahl des Landes nur in kleinem Umfang in der Hauptstadt Andorra la Vella.